# Stargate Atlantis
 (janvier 2025).
- Si vous ne connaissez pas le sujet, laissez ce bandeau (vous pouvez alors contacter les auteurs).
- Si vous supprimez le contenu mis en cause (vous pouvez préalablement contacter les auteurs),

argumentez précisément cette suppression dans la page de discussion
(un manque de référence n'est pas un argument ; une recherche réelle de référence doit avoir été effectuée, être formellement documentée).
Pour les articles homonymes, voir Stargate (homonymie) et Atlantis.
Stargate SG-1 Stargate Universe
Stargate Atlantis, ou La Porte d'Atlantis au Québec, est une série télévisée américano-canadienne de science-fiction en  100 épisodes de 42 minutes, créée par Brad Wright et Robert C. Cooper, dérivée de la série Stargate SG-1 et diffusée entre le 16 juillet 2004 et le 9 janvier 2009 sur Sci Fi Channel. La série devait se terminer par un film (Stargate : Extinction), finalement annulé.
En France, la série a été intégralement diffusée sur Série Club du 5 septembre 2005 au 12 mars 2010. Les deux premières saisons ont été diffusées du 15 avril 2005 au 29 juillet 2006 sur M6 puis intégralement diffusée du 22 juin 2010 au 28 mars 2015 sur NRJ 12. Au Québec, la série a été diffusée à partir du 25 août 2005 sur Ztélé.

## Synopsis
Cette série met en scène une délégation de scientifiques et de militaires partis explorer la cité mythique d'Atlantis, située dans la galaxie de Pégase, et découverte grâce à un avant-poste construit par les Anciens situé sur Terre (en Antarctique).
Daniel Jackson (qui apparaît dans le premier épisode de la série) identifie l'adresse complète à 8 chevrons de la porte des étoiles d'Atlantis. Pour activer cette porte, une puissante source d'énergie est nécessaire. Le général O'Neill (qui apparaît aussi dans le premier épisode et dans des épisodes de la 3e saison) accepte d'utiliser l'unique E2PZ, ou Extracteur de Potentiel du Point Zéro, (« ZPM » en anglais) en possession des Terriens afin d'avoir la puissance nécessaire pour activer la porte vers Atlantis.
Une équipe internationale de chercheurs et militaires est constituée et envoyée au travers de la porte afin d'établir une nouvelle unité de commande dans la galaxie de Pégase. Tous savent qu'il n'y aura pas de retour possible à moins de retrouver une source d'énergie assez puissante pour retourner sur Terre.
La galaxie de Pégase possède un autre réseau de portes des étoiles (dont l'aspect diffère des portes de notre galaxie) qui a aussi été construit par les Anciens, mais seule la porte d'Atlantis a la capacité d'établir une connexion vers la Terre (grâce à un DHD amélioré). Au cours de leur première visite d'une planète, grâce au nouveau réseau de portes de la galaxie de Pégase, l'équipe d'Atlantis découvre un nouvel ennemi appartenant à une race d'extraterrestres appelés Wraith. Ce nouvel ennemi semble bien plus redoutable que ne l'étaient les Goa'uld…
De nouvelles équipes s'organisent et explorent la galaxie de Pégase. L'équipe principale est constituée du major, puis lieutenant-colonel John Sheppard, militaire américain, du Docteur Rodney McKay, astrophysicien canadien, de Teyla Emmagan, native de Pégase, du lieutenant Aiden Ford dans la 1re saison et de Ronon Dex, également natif de Pégase, dès la seconde. Les autres principaux personnages de la cité sont le Docteur Elizabeth Weir (jusqu'à la 3e saison), chef et responsable d'Atlantis (elle a dirigé un temps le SGC dans la 7e et 8e saison de Stargate SG-1), Radek Zelenka, "second" cerveau après McKay, mais aussi le Docteur Carson Beckett (jusqu'à l'épisode 17 de la 3e saison), responsable de l'infirmerie, remplacé par Jennifer Keller. À partir de la 4e saison, la cité est dirigée par Samantha Carter. Lors de la 5e saison, Richard Woolsey devient le nouveau chef de l'expédition, en raison de la non-disponibilité de Amanda Tapping (Col Samantha Carter) qui joue dans la web-série Sanctuary.
Fidèle à SG-1, cette série est également le théâtre de nombreuses pinces sans rire. Ainsi, Rodney est considéré comme le "cerveau" de l'équipe, particulièrement efficace en cas de situation désespérée. On peut ajouter à son palmarès la destruction involontaire de nombreuses planètes (rappelée fréquemment par Sheppard), due aux fausses manipulations des objets créés par les Anciens. Rodney considère Ronon et Teyla comme étant respectivement Conan le barbare et Xena, la guerrière.
Les épisodes tournent autour des grands thèmes classiques de SG-1 : la découverte de nouveaux mondes, l'établissement de relations amicales, l'échange de technologies, mais également de nouveaux thèmes propres à la série comme la recherche de technologies appartenant aux Anciens (beaucoup plus fructueuses dans la galaxie de Pégase) ou encore les escarmouches contre les Wraiths ou contre les Geniis.

## Distribution

### Acteurs principaux
- Joe Flanigan (VF : Pierre Tessier) : Major puis Lieutenant Colonel puis Colonel John Sheppard
- Rachel Luttrell (VF : Gaëlle Savary) : Teyla Emmagan
- David Hewlett (VF : Jérôme Rebbot) : Docteur Meredith Rodney McKay
- Jason Momoa (VF : Pascal Casanova) : Ronon Dex (Principal saison 2 à 5)
- Jewel Staite (VF : Laura Blanc) : Docteur Jennifer Keller (Principale saison 5, récurrente saison 4, invitée saison 3) / Ellia (Wraith) (Invitée saison 2)
- Robert Picardo (VF : Bernard Alane) : Richard Woolsey (Principal saison 5, récurrent saison 3, invité saison 4)

Acteurs principaux de la série au cours des cinq saisons
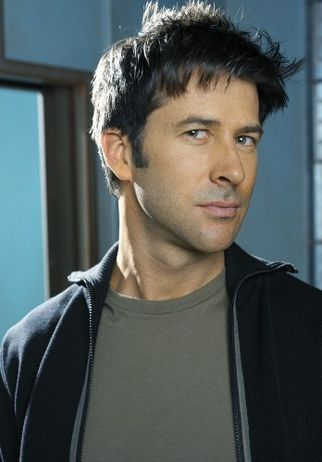
Joe Flanigan.
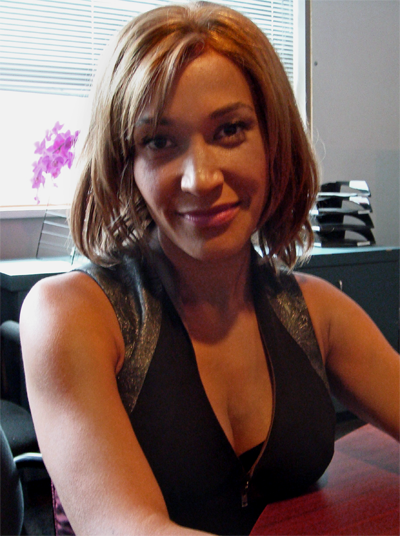
Rachel Luttrell.
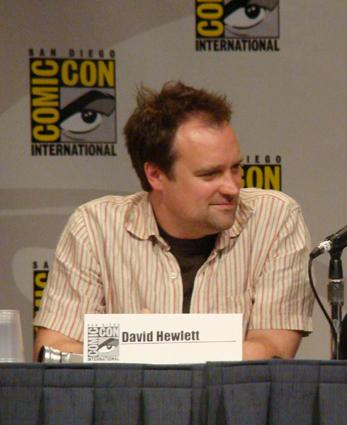
David Hewlett.
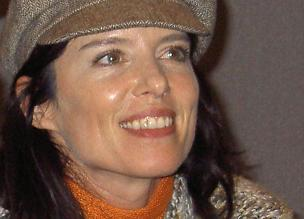
Torri Higginson.
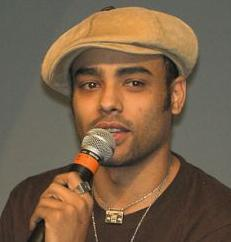
Rainbow Sun Francks.
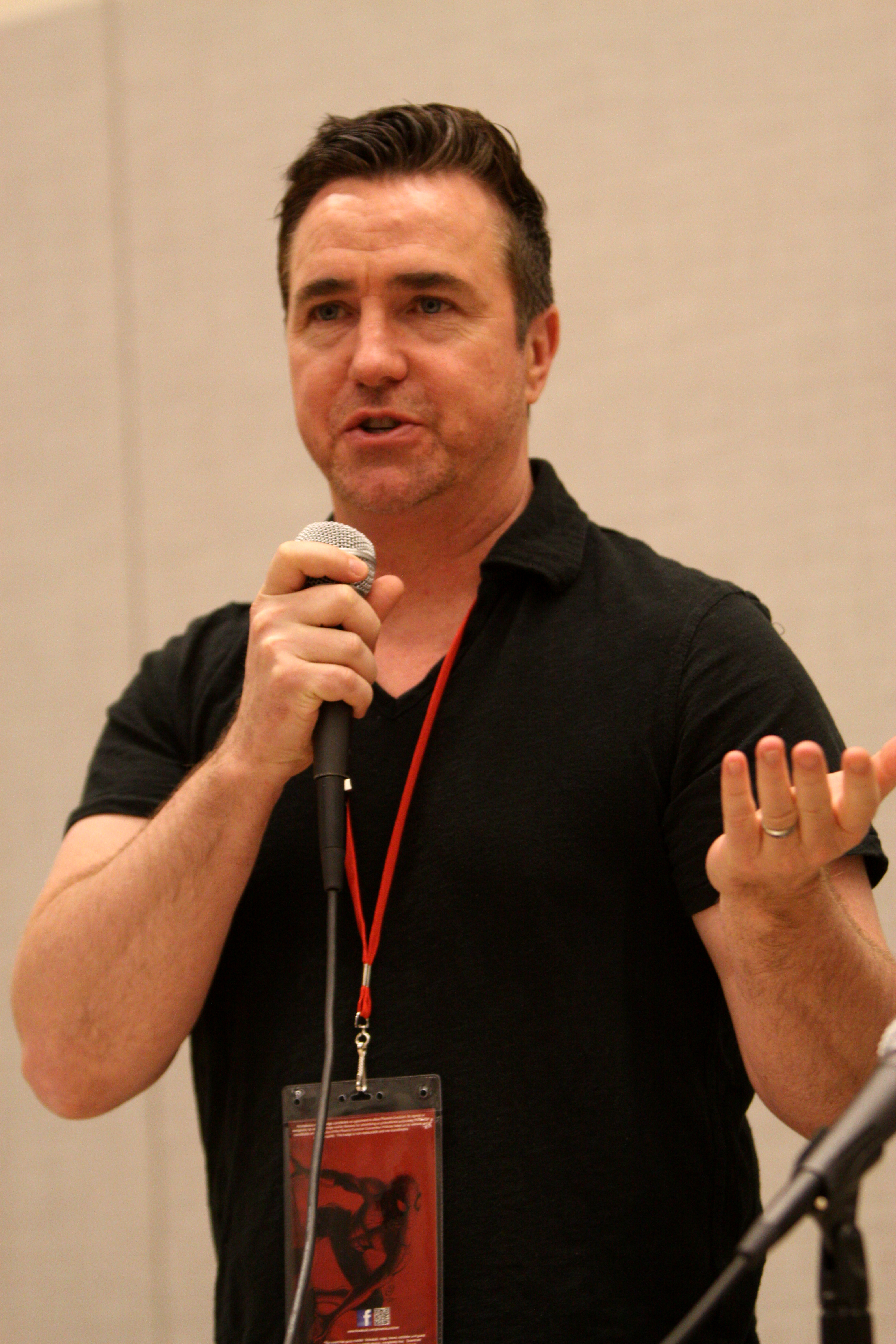
Paul McGillion.
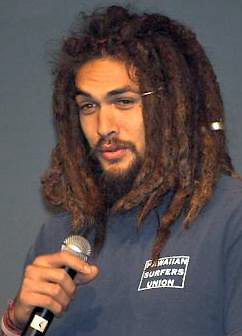
Jason Momoa.
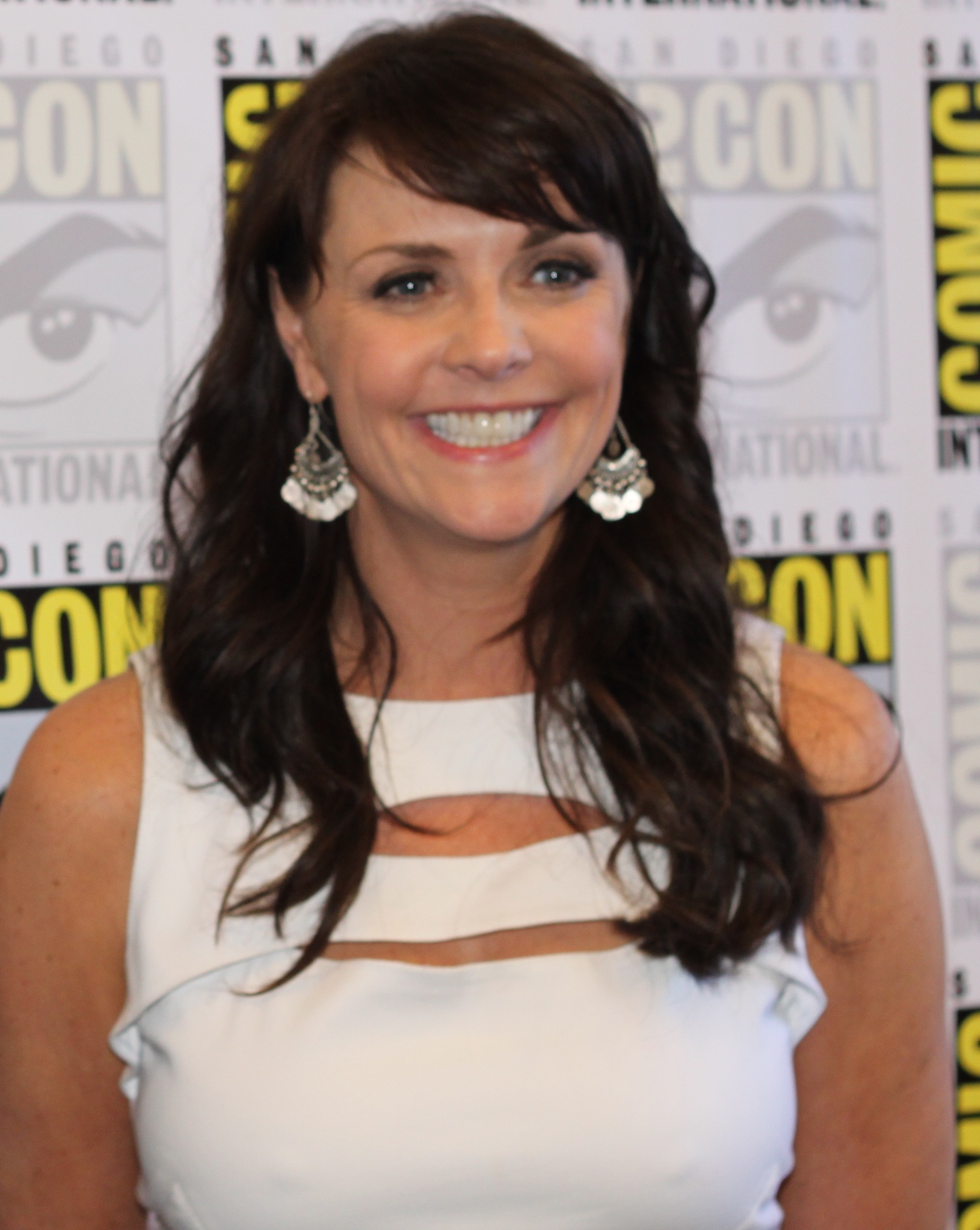
Amanda Tapping.
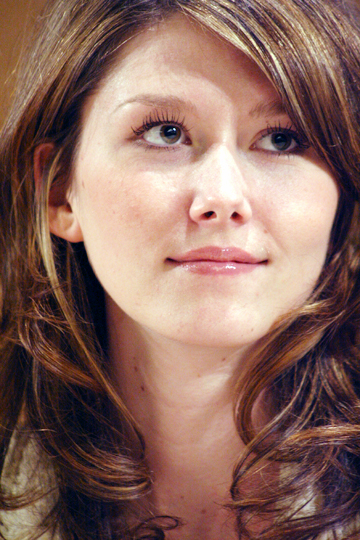
Jewel Staite.
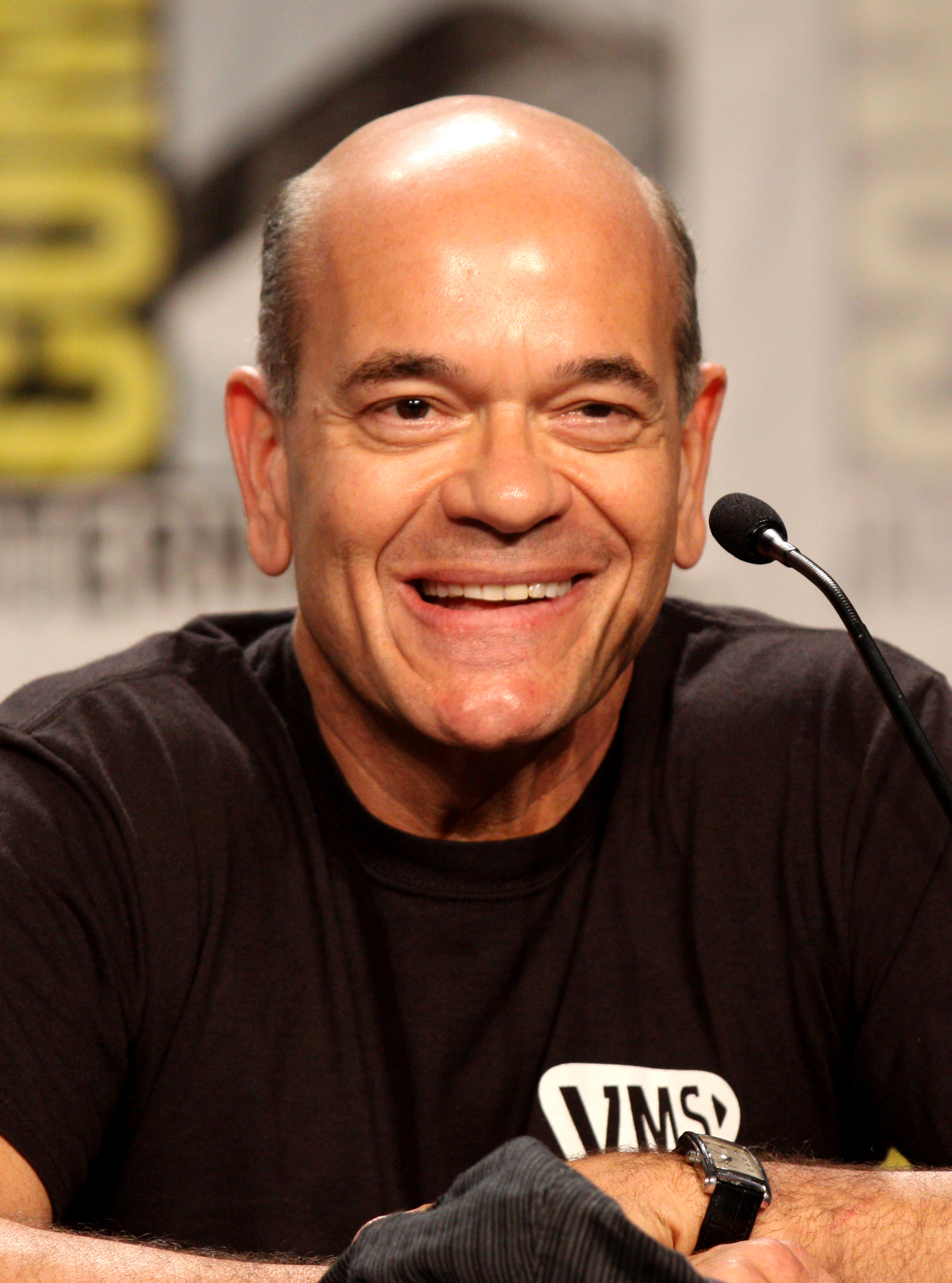
Robert Picardo.

### Anciens acteurs principaux
- Torri Higginson (VF : Ariane Deviègue) : Docteur Elizabeth Weir (Principale saison 1 à 3, récurrente saison 4)
- Rainbow Sun Francks (VF : Frantz Confiac) : Lieutenant Aiden Ford (Principal saison 1, récurrent saison 2, invité saison 5)
- Amanda Tapping (VF : Hélène Chanson) : Colonel Samantha Carter (Principale saison 4, invitée saison 1 à 3 et 5)
- Paul McGillion (VF : Guillaume Lebon) : Docteur Carson Beckett (Principal saison 2 à 3, récurrent saisons 1, 4 et 5)

### Acteurs récurrents
- David Nykl (VF : Éric Etcheverry) : Docteur Radek Zelenka (saison 1 a 5)
- Mitch Pileggi (VF : Jacques Albaret) : Colonel Steven Caldwell (2005-2009)
- Michael Beach (VF : Serge Faliu) : Colonel Abraham Ellis (2007-2009)
- Kavan Smith (VF : Éric Missoffe) : Major Evan Lorne (2005-2009)
- Robert Patrick (VF : Marc Alfos) : Colonel Marshall Sumner (Pilote de la série)
- Leela Savasta (VF : Karine Foviau) : Capitaine Alicia Vega (2008-2009)
- Robert Davi (VF : Sylvain Lemarié) : Acastus Kolya (2004-2008)
- Connor Trinneer (VF : Damien Boisseau) : Michael Kenmore, Wraith génétiquement transformé en humain, mais qui devient un hybride
- Christopher Heyerdahl : Halling (VF : Éric Legrand) ; Todd, le Wraith (VF : Serge Faliu)
- Kate Hewlett : Jannie Miller, la sœur de Rodney McKay (qui est interprété par son frère David Hewlett)

### Acteurs invités venant deStargate SG-1
- Richard Dean Anderson (VF : Edgar Givry) : Brigadier Général puis Major Général Jack O'Neill (saison 1, épisode 1 ; saison 3, épisodes 6, 10 et 11)
- Michael Shanks (VF : William Coryn) : Docteur Daniel Jackson (saison 1, épisode 1 ; saison 5, épisodes 10 et 11)
- Christopher Judge (VF : Thierry Mercier) : Teal'c (saison 4, épisodes 3 et 17)
- Don S. Davis (VF : Michel Ruhl) : Général George Hammond (saison 1, épisode 9)
- Beau Bridges (VF : José Luccioni) : Major Général Hank Landry (saison 2, épisodes 2 et 13 ; saison 3, épisodes 1, 10 et 11)
- Bill Dow : Dr Bill Lee (saison 2, épisode 13 ; saison 3, épisodes 10 et 11 ; saison 4, épisodes 1, 2, 15 et 17)
- Gary Jones (VF : Sébastien Desjours) : Sergent Walter Harriman (saison 1, épisodes 9 et 17 ; saison 2, épisode 13 ; saison 3, épisodes 2, 10 et 11 ; saison 4, épisodes 9 et 17 ; saison 5, épisodes 16, 19 et 20)
- Dan Shea : Sergent Siler (saison 1, épisode 1 ; saison 3 épisode 10)

## Production

### Développement
Quand les producteurs de Stargate SG-1, Brad Wright et Robert C. Cooper pensaient que la série allait s'arrêter au bout de la 5e saison en raison de l'annonce faite par Showtime d'arrêter la série, ils ont eu l'idée de faire un long métrage. Toutefois, sur les avis encourageants de la nouvelle chaîne de diffusion Sci Fi, l'idée a été repoussée après la 6e saison puis après la 7e saison. L'idée étant sans cesse repoussée, ils décidèrent de faire un spin-off. Les producteurs se sont donc retrouvés devant un grand dilemme : la 7e saison de Stargate SG-1 devait se clore avec la découverte de la cité d'Atlantis relatée dans le double épisode de La Cité perdue. Ce double épisode devait faire le pont entre Stargate SG-1 et un nouveau spin-off, un spectacle ou un film. Il n'était donc pas prévu que la déclinaison ait lieu en même temps que Stargate SG-1. Wright et Cooper ont donc réécrit la fin de la 7e saison en changeant notamment l'emplacement de la cité d'Atlantis qui s'est retrouvée transférée de l'Antarctique vers la galaxie naine irrégulière de Pégase. Le changement est destiné à expliquer pourquoi le SGC ne viendrait pas en aide à Atlantis et a permis de repartir de zéro pour construire quelque chose de neuf et pas seulement une copie de Stargate SG-1.
La série a reçu le feu vert le 17 novembre 2003 et le tournage commença en février 2004.
Dès le début, les producteurs ont exclu de la distribution les acteurs du "star system" à cause des pressions financières dont ils avaient fait l'expérience dans Stargate SG-1. Le casting a été plus compliqué car il a commencé en novembre et il a dû rivaliser avec d'autres chaînes au cours de la 1re saison.
Le personnage le plus difficile à trouver a été le scientifique ennuyeux et expert de la porte des étoiles, le Docteur Ingram comme il se nommait à ce moment-là. Le premier jour de tournage approchait rapidement et l'acteur n'était toujours pas trouvé. Ils se sont alors rendu compte qu'ils avaient le mauvais personnage. Les directeurs historiques de Stargate Martin Wood et Brad Wright ont pensé que le personnage scientifique de la série pouvait être Rodney McKay qui était déjà apparu dans trois épisodes de Stargate SG-1. L'acteur David Hewlett a donc été contacté et il arriva le jour suivant le début du tournage.
Le début de la 2e saison a vu des changements au niveau du casting. Les créateurs ont eu un problème avec le personnage régulier du Lt. Aiden Ford (incarné par Rainbow Sun Francks). Les producteurs ainsi que l'acteur lui-même ont senti que le personnage n'avait pas fonctionné comme prévu et avait été sous-exploité. Peu disposés à l'exclure définitivement, les scénaristes ont décidé de rendre le rôle plus important mais ont en contrepartie raréfié ses apparitions. Pour le remplacer dans l'équipe principale, ils ont créé Ronon Dex et l'ont défini comme le bras armé du Lt. colonel John Sheppard. Trouver un acteur ayant une présence physique à la hauteur du rôle ne fut pas facile jusqu'à ce qu'ils voient Jason Momoa. Un ancien de X-Files, Mitch Pileggi a été ajouté dans le rôle récurrent du Col. Steven Caldwell, le commandant du Dédale. Le Docteur Carson Beckett incarné par Paul McGillion est devenu un rôle régulier.
Les 3e et 4e saisons ont vu quelques changements : le Docteur Carson Beckett est tué, on assiste au retour de Samantha Carter depuis Stargate SG-1 incarnée par Amanda Tapping qui commandera l'expédition d'Atlantis pendant 19 épisodes jusqu'au premier épisode de la saison 5 et le Docteur Elizabeth Weir est devenu un personnage récurrent au lieu de régulier.
Le 21 août 2008, la MGM annonce la fin de la série après cinq saisons.

### Tournage
Le tournage de la série a commencé en février 2004 au Canada dans les studios de Vancouver, et les scènes extérieures sont tournées ailleurs dans la province de la Colombie-Britannique.
La production de la 5e saison a commencé en février 2008 et s'est terminée en août 2008.

### Fiche technique
Sauf indication contraire, les informations mentionnées dans cette section peuvent être confirmées par la base de données cinématographiques IMDb,  présente dans la section « Liens externes ».
- Titre original et français : Stargate Atlantis
- Autres titres francophones : La Porte d'Atlantis (Québec)
- Création : Brad Wright et Robert C. Cooper
- Réalisation : Martin Wood (épisode pilote)
- Scénario : Brad Wright, Robert C. Cooper, Joseph Mallozzi, Paul Mullie, Carl Binder, Martin Gero, Alan McCullough, Damian Kindler, Peter DeLuise, Joe Flanigan et al.
- Direction artistique : Thom Wells
- Décors : James Robbins et Bridget McGuire
- Costumes : Christina McQuarrie et Valerie Halverson
- Photographie : Michael C. Blundell, Brenton Spencer, James Alfred Menard et Andreas Poulsson
- Son : Kevin Sands
- Montage : Brad Rines, Jeremy Presner, Mike Banas, Rick Martin, Judith Burke, Stein Myhrstad, Ron Yoshida, Alison Grace
- Casting : Paul Weber et Ivy Isenberg
- Musique : Joel Goldsmith
- Production : John G. Lenic et Andy Mikita
  - Coproduction : Alan McCullough
  - Production exécutive : Brad Wright, Robert C. Cooper, Joseph Mallozzi, Paul Mullie, N. John Smith, Carl Binder, Martin Gero, Martin Wood, Michael Greenburg
  - Production associée : Jennifer Johnson
- Sociétés de production : ACME Shark, Pegasus Productions, MGM Television et Sony Pictures Television (deuxième saison)
- Sociétés de distribution : NBCUniversal (États-Unis), Bell Média (Canada), Métropole Télévision (France), 20th Century Fox Home Entertainment (Belgique)
- Budget : n/a
- Pays d'origine :  États-Unis /  Canada
- Langue originale : anglais américain
- Format : couleur - 1,77:1 - son Dolby Digital
- Genre : série télévisée de science-fiction
- Nombre de saisons : 5
- Nombre d'épisodes : 100
- Durée : 44 minutes
- Dates de première diffusion :
  - États-Unis : 16 juillet 2004
  - France : 15 avril 2005

- Classification : tous publics

### Diffusion internationale
En France, la série a d’abord été programmée en prime time sur M6, sur la case de Stargate SG-1. Dès la semaine suivante, elle a basculé à 21 h 40, précédée par la série d’origine.

## Épisodes

### Première saison (2004-2005)
La diffusion de la 1re saison a commencé aux États-Unis le 16 juillet 2004.
L'expédition partant vers la galaxie de Pégase et dirigée par le docteur Weir s'installe dans la cité des Anciens. L'expédition se voit rapidement contrainte d'abandonner la cité fraîchement trouvée pour partir à la recherche d'une nouvelle planète pour des raisons techniques menaçant la cité et la vie du personnel. Un groupe d'hommes fait la rencontre de nouveaux alliés, les Athosiens. Malheureusement pour l'expédition, ils vont aussi découvrir un nouvel ennemi : les Wraiths, alors que les explorateurs terriens essaient de sauver certains d'entre eux. Après le réveil de ces nouveaux ennemis dans la galaxie et l'emménagement dans la cité, le docteur Weir et le Major Sheppard ont fort à faire pour repousser les Wraiths, mais aussi les Géniis et d'autres menaces rendant difficiles l'exploration de la galaxie. La vie sur Atlantis n'est pas aussi idyllique que tous l'espéraient et les combats sont difficiles et douloureux pour protéger la ville des Anciens qui finit quand même par être assiégée à la fin de la saison.

### Deuxième saison (2005-2006)
La 2e saison a commencé aux États-Unis le 15 juillet 2005.
L'histoire suit directement la fin de la 1re saison, la cité est sauvée avec l'arrivée du vaisseau terrien Dédale et la réussite du plan visant à faire croire aux Wraiths qu'Atlantis a été détruite par une explosion nucléaire. Ronon Dex rejoint l'équipe de Sheppard en remplacement du lieutenant Ford qui est contaminé par une toxine Wraith transformant le lieutenant en véritable machine de guerre. Sheppard et son équipe visitent de nouvelles planètes où ils découvrent de nouvelles technologies anciennes plus ou moins bonnes et font la connaissance de nouveaux peuples dont un qui a mis au point un virus capable de tuer les Wraiths. Le Docteur Beckett expérimente ce rétrovirus et le transforme. L'arme biologique d'Atlantis permet de transformer des Wraiths en humains. Ils font un test sur un Wraith qu'ils prénomment Michael mais ce dernier parvient à leur échapper et fait route vers la Terre avec plusieurs vaisseaux.

### Troisième saison (2006-2007)
La diffusion de la 3e saison a commencé aux États-Unis le 14 juillet 2006
Cette nouvelle saison reprend là où la 2e saison s'est terminée. Les Wraiths qui se rendent sur Terre sont arrêtés, mais le prix est lourd : le croiseur Ancien Orion est détruit. L'expédition fait la connaissance d'un nouveau peuple qu'ils prennent pour les Anciens : les Asurans. Ces derniers se révèlent être des Réplicateurs à forme humaine créés par les Anciens. Les Asurans vouent une véritable haine pour les Anciens et décident de détruire Atlantis ainsi que ses occupants. Le Docteur Weir et son équipe finissent par rencontrer des Anciens en sauvant certains d'entre eux d'un vaisseau à la dérive. Les derniers survivants de la civilisation ancienne décident de reprendre le contrôle d'Atlantis, mais O'Neill et Richard Woolsey tentent de négocier un accord entre la Terre et les Anciens afin de permettre le retour de l'expédition. Pendant les négociations, les Asurans s'emparent à leur tour de la cité en tuant tous les Anciens. Les principaux membres de l'expédition Atlantis sur Terre vont désobéir aux ordres et retourner sur Atlantis, afin de sauver O'Neill et Richard Woolsey et de détruire les Asurans présents. Plus tard, le vaisseau terrien Apollo attaque des chantiers Asurans. Ces derniers contre-attaquent en utilisant un puissant rayon tiré depuis l'espace à l'aide d'une porte des étoiles. La situation est catastrophique car les boucliers ne pourront pas supporter la puissance du rayon. Sheppard, Weir et Rodney décident de faire décoller la cité de la planète. Mais au dernier moment, le rayon des réplicateurs parvient à toucher la cité endommageant sévèrement la tour principale et blessant ses occupants, notamment Elisabeth Weir…

### Quatrième saison (2007-2008)
La diffusion de la 4e saison a commencé aux États-Unis le 28 septembre 2007.
La cité est fortement endommagée et toujours à la dérive dans l'espace. Le Docteur Weir est blessée et ses jours sont maintenant comptés. Rodney réactive les nanites endormies dans le corps d'Elisabeth et cette dernière accompagne Sheppard pour récupérer un Extracteur du potentiel de point zéro (E2PZ) sur la planète des Asurans afin de pouvoir sauver la Cité et ses occupants. Mais Elisabeth est faite prisonnière après que McKay a reprogrammé les Réplicateurs pour qu'ils s'attaquent de nouveau aux Wraiths. Pour remplacer Elisabeth, le Colonel Samantha Carter est désignée et elle devient la nouvelle chef de l'expédition. Par la suite, les Asurans deviennent une plus grande menace pour les peuples de Pégase que les Wraiths car depuis que McKay les a reprogrammés pour qu'ils s'attaquent aux Wraiths, les Asurans s'attaquent directement à leur nourriture, c'est-à-dire : le peuple de Pégase. Les réplicateurs et leur planète sont détruits avec l'aide de plusieurs peuples, notamment les Wraiths, qui apportent leur aide à Atlantis. De son côté, Teyla apprend qu'elle est enceinte et découvre la disparition de tout son peuple qu'elle retrouve lorsque Michael réussit à l'enlever et à la conduire dans son repaire ; ceci afin de finaliser ses recherches génétiques pour combiner les ADN humain et Wraith et ainsi parfaire la troupe d'hybrides qu'il s'est constituée dans le but de prendre le contrôle de la galaxie tout en se débarrassant des Wraiths grâce à la protéine Hoffan qu'il s'est procurée...

### Cinquième saison (2008-2009)
Teyla est sur le croiseur de Michael qui se dirige vers sa base qui vient d'exploser. Avec l'aide du Dédale, Sheppard, Ronon et Rodney parviennent à sauver leur amie ainsi que son bébé avant que le croiseur n'explose laissant planer le doute sur la mort de Michael. Le docteur Keller trouve le remède pour sauver le docteur Beckett qui repart sur terre pour se reposer. Richard Woolsey qui remplace le colonel Carter tente tant bien que mal de conserver son poste en gérant les crises qui surviennent les unes derrière les autres. Daniel Jackson rejoint Atlantis pour étudier les travaux d'un Ancien appelé Janus, mais il est enlevé avec Rodney par des Asgards qui vivent dans la galaxie de Pégase et qui veulent éradiquer les Wraiths en utilisant un appareil destiné à détruire les vaisseaux Wraiths ou à les immobiliser dans l'espace. Par la suite Michael revient sur Atlantis pour enlever Teyla et son fils, mais la jeune femme parvient à éliminer son ennemi pour de bon. Quelque temps après, Atlantis apprend qu'un vaisseau ruche équipé d'un E2PZ se dirige vers la Terre. Todd, qui a informé ses alliés, leur fournit deux E2PZ pour que la cité puisse se rendre dans la Voie lactée et défendre la Terre...
Cette cinquième saison est la dernière après l'annulation annoncée le 21 août 2008.
Normalement, un téléfilm devait voir le jour, mais avec les difficultés de la MGM, le téléfilm fut annulé, ainsi que le reste de la franchise.

## Univers de la série

### Principales races
Au cours de leurs explorations sur les planètes appartenant au réseau des portes des étoiles de la galaxie de Pégase, les équipes d'Atlantis ont rencontré plusieurs races différentes. D'autres espèces vivantes sont issues de la série Stargate SG-1.
Voici la liste des principaux peuples et races extraterrestres rencontrés dans Stargate Atlantis :
- Les Terriens
- Les Wraiths
- Les Anciens
- Les Asurans
- Les Asgards
- Les Goa'ulds
- Les Geniis
- Les Athosiens
- Les Satediens
- Les Travellers
- Les Balarans
- Les Hoffans

### Cité d'Atlantis
La cité en elle-même est extrêmement vaste et son exploration complète a pris énormément de temps (à la fin de la série, ils ont exploré au total presque toute la cité à quelques exceptions près). Ainsi plusieurs événements, voire des épisodes, s'appuient sur des découvertes dans la cité.

## Accueil

### Distinctions

#### Récompenses
- 2007 : Spacey Awards : Meilleure série télévisée[11]
- 2007 : Spacey Awards : Meilleur personnage de série télévisée pour David Hewlett[11]
- 2008 : People's Choice Award : Meilleure série de science-fiction[12]

## Produits dérivés

### Téléfilm
Annoncé en août 2008 après la décision de ne pas reconduire la série, un film de 2 heures, intitulé Stargate Extinction, devait reprendre l'histoire là où elle s'est arrêtée, c'est-à-dire après la cinquième saison. Il a finalement été annulé après avoir été reporté pour des raisons économiques. Le scénario a en partie été révélé par Joseph Mallozzi, qui espère toujours une sortie sous forme de roman ou bande dessinée.

## Sources
- Cet article est partiellement ou en totalité issu de l'article intitulé « Stargate: Extinction »  (voir la liste des auteurs sur la page de discussion de l'article).

#### Monographies sur la production de la série
- (en) Sharon Gosling, Stargate Atlantis : The Official Companion Season 1, Londres, Titan Books, 2005, 160 p. (ISBN 1845761162)
- (en) Sharon Gosling, Stargate Atlantis : The Official Companion Season 2, Londres, Titan Books, 2006, 160 p. (ISBN 1845761634)
- (en) Sharon Gosling, Stargate Atlantis : The Official Companion Season 3, Londres, Titan Books, 2007, 176 p. (ISBN 1845765346)
- (en) Sharon Gosling, Stargate Atlantis : The Official Companion Season 4, Londres, Titan Books, 2008, 176 p. (ISBN 1845767144)

#### Travaux universitaires et publications scientifiques
- Élisa Lachance, L'Atlantide dans la série Stargate Atlantis (2004-2009) : un mythe remodelé par les valeurs spirituelles contemporaines (Mémoire de maîtrise en sciences des religions), Québec, Université Laval, 2011, 131 p. (présentation en ligne, lire en ligne [PDF])
- (en) Sarah R. MacKinnon, « Stargate Atlantis : Islandness in the Pegasus Galaxy », Shima, Shima Publishing, vol. 10, no 2,‎ 2016, p. 36-49, article no 6 (ISSN 1834-6057, DOI 10.21463/shima.10.2.06)